# Bedřichov (okres Blansko)
Obec Bedřichov (německy Friedrichsfeld) se nachází v okrese Blansko v Jihomoravském kraji. Žije zde 241 obyvatel. Leží asi 18 kilometrů severozápadně od Blanska, 32 kilometrů severně od Brna a 163 kilometrů jihovýchodně od Prahy.

## Historie
První písemná zmínka o obci pochází z roku 1392. Kostel byl v Bedřichově postaven již ve 13. století, během husitských válek byl zničen a následně obnoven. Budova fary byla postavena o dva roky později. V roce 1789 byl v obci postaven nový kostel a po jeho otevření byl původní kostel zbourán. Roku 1850 byl kostel opravován a zvýšena věž, roku 1888 byla přistavěna boční kaple a oratoře. Továrnu na výrobu sportovního nářadí zde založil kolářský mistr Josef Alexa. V roce 1948 mu byla zabavena komunisty v rámci znárodňovaní a do roku 1989 se v místní továrně vyráběly lyže zn. Artis.

## Současnost
Přes Bedřichov vede několik cyklistických tras. Je zde místní hasičský dobrovolný sbor, občanské sdružení Trojlístek, které bylo založeno roku 2001, jehož hlavním posláním je oživení společenského a kulturního života v obci.

## Obyvatelstvo

### Struktura
Vývoj počtu obyvatel za celou obec i za jeho jednotlivé části uvádí tabulka níže, ve které se zobrazuje i příslušnost jednotlivých částí k obci či následné odtržení.
| Místní části   | Místní části   | 1869 | 1880 | 1890 | 1900 | 1910 | 1921 | 1930 | 1950 | 1961 | 1970 | 1980 | 1991 | 2001 | 2011 | 2021 |
| -------------- | -------------- | ---- | ---- | ---- | ---- | ---- | ---- | ---- | ---- | ---- | ---- | ---- | ---- | ---- | ---- | ---- |
| Počet obyvatel | část Bedřichov | 428  | 433  | 402  | 435  | 441  | 417  | 444  | 341  | 344  | 311  | 268  | 221  | 248  | 255  | 231  |
| Počet domů     | část Bedřichov | 62   | 64   | 65   | 69   | 72   | 74   | 86   | 91   | 88   | 92   | 81   | 98   | 104  | 109  | 113  |

## Pamětihodnosti
- Kostel svatého Mikuláše

## Galerie

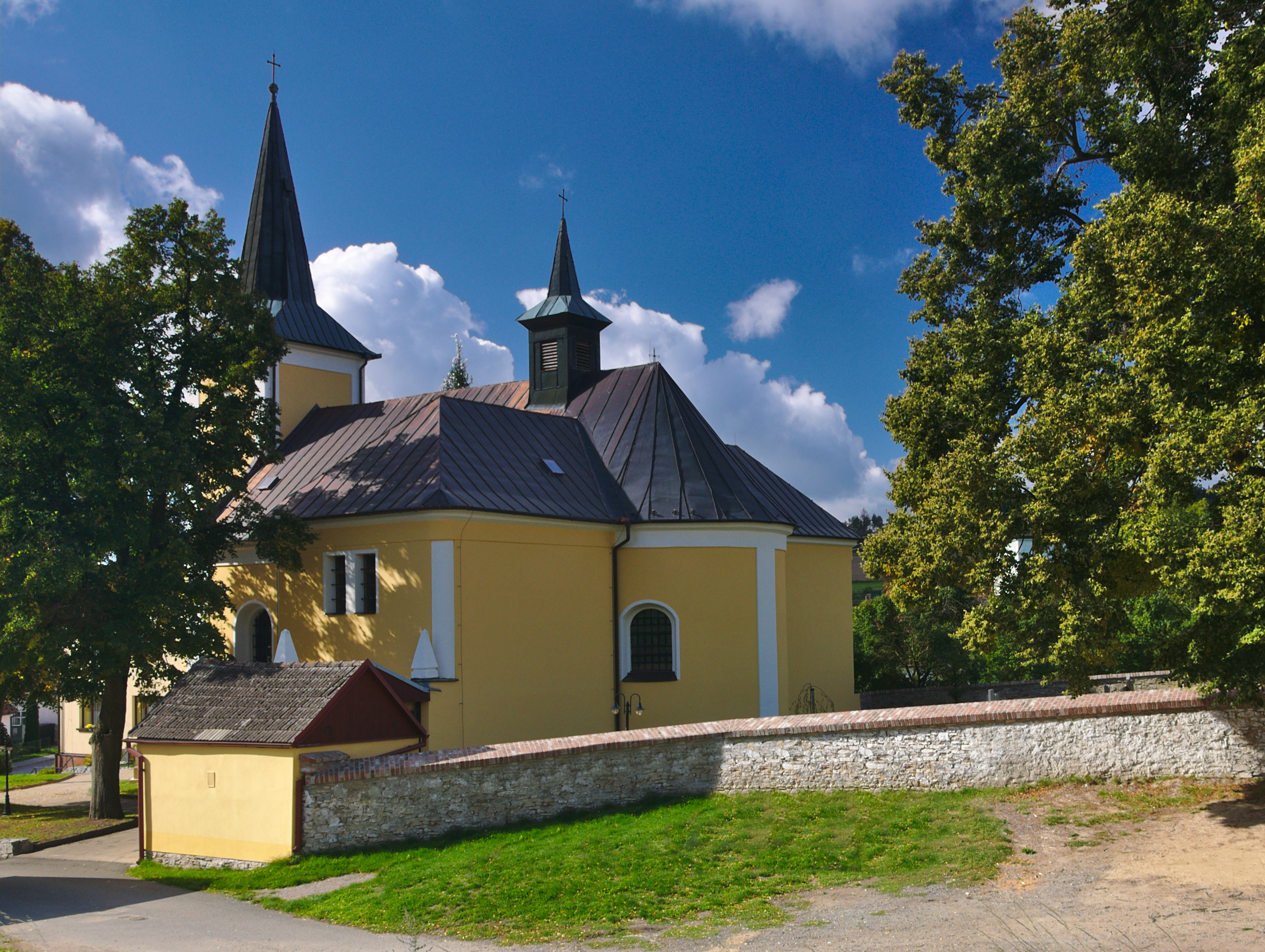
Kostel svatého Mikuláše
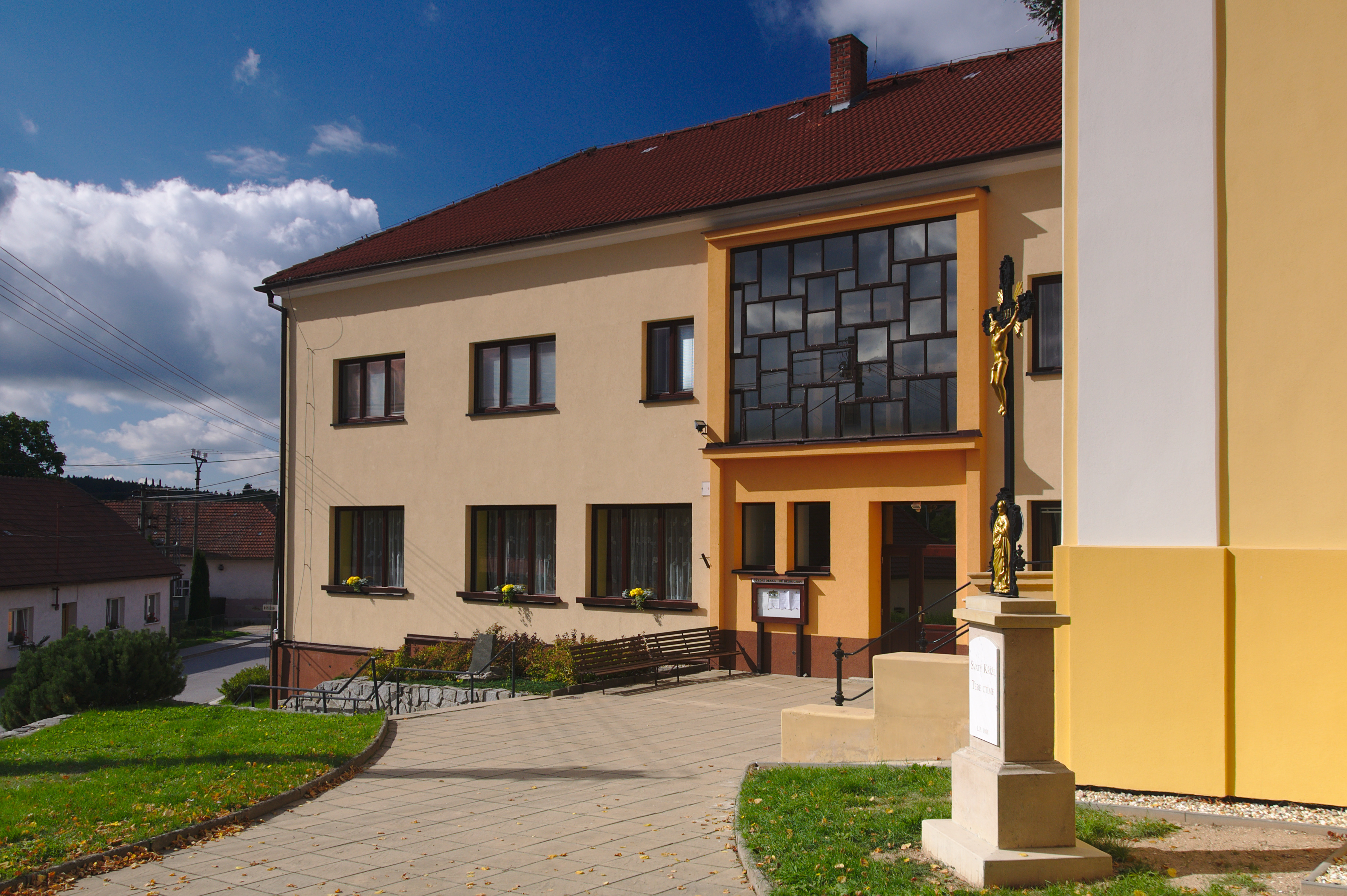
Obecní úřad
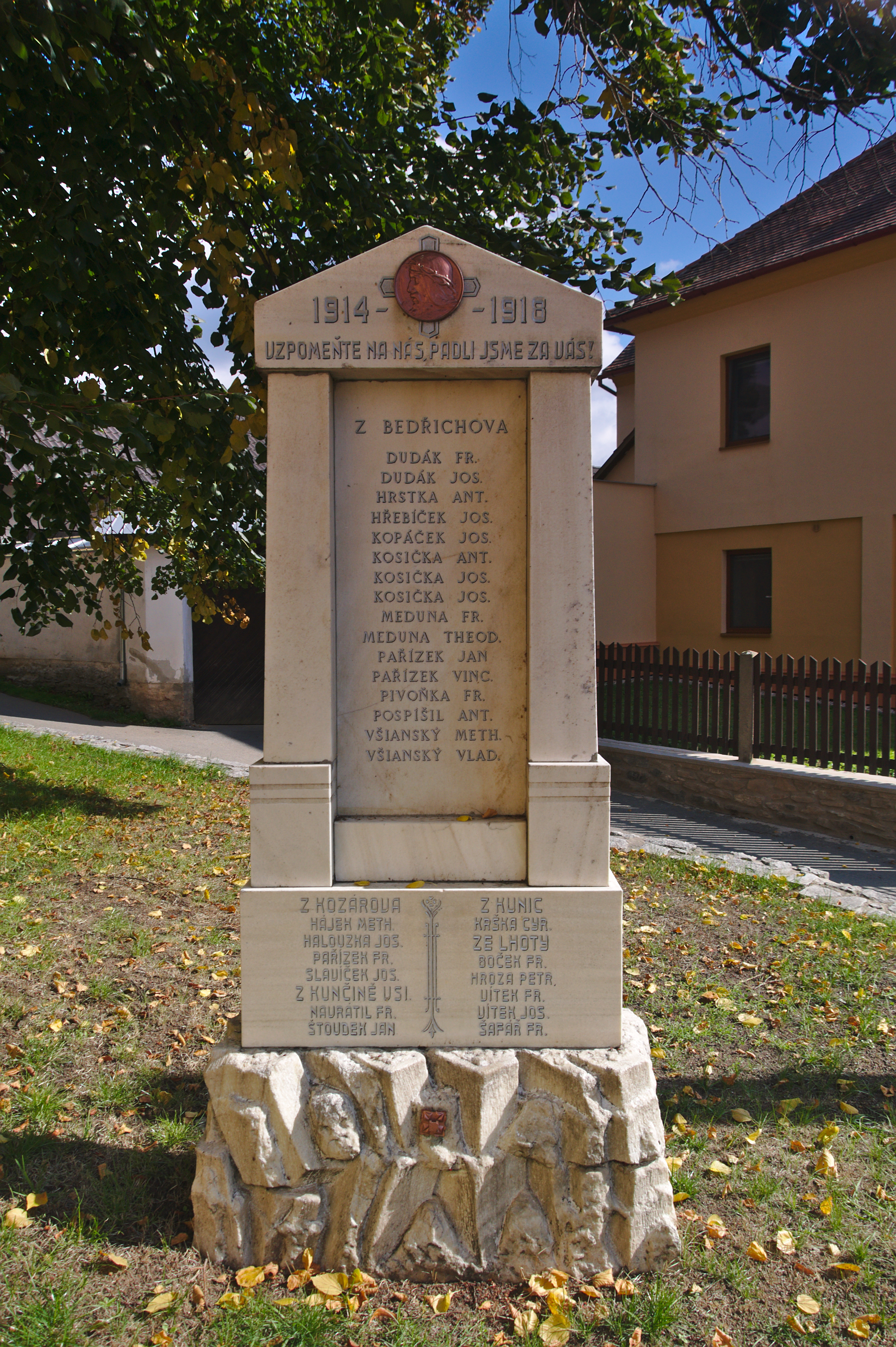
Památník obětem první světové války
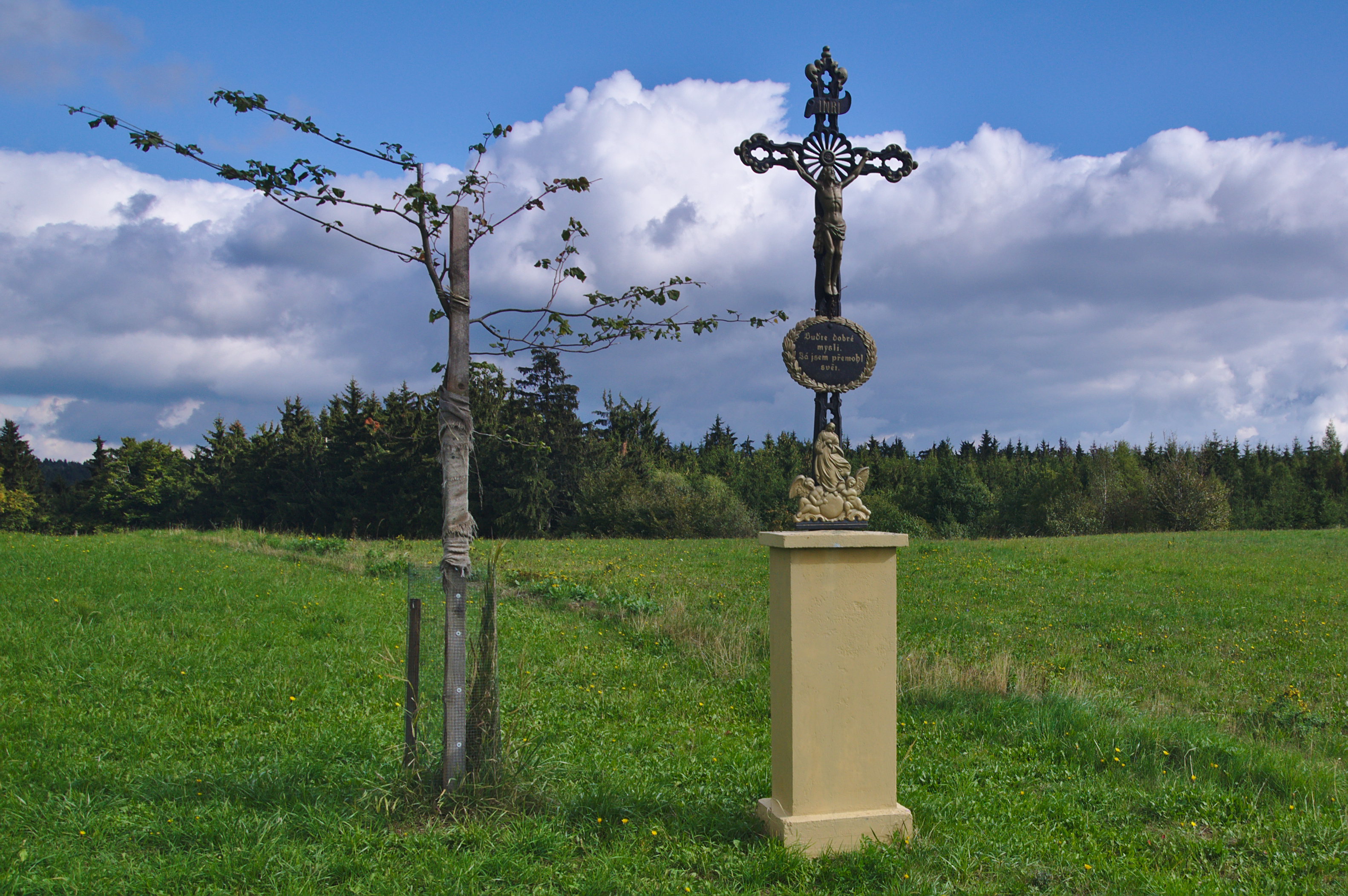
Kříž východně od vesnice
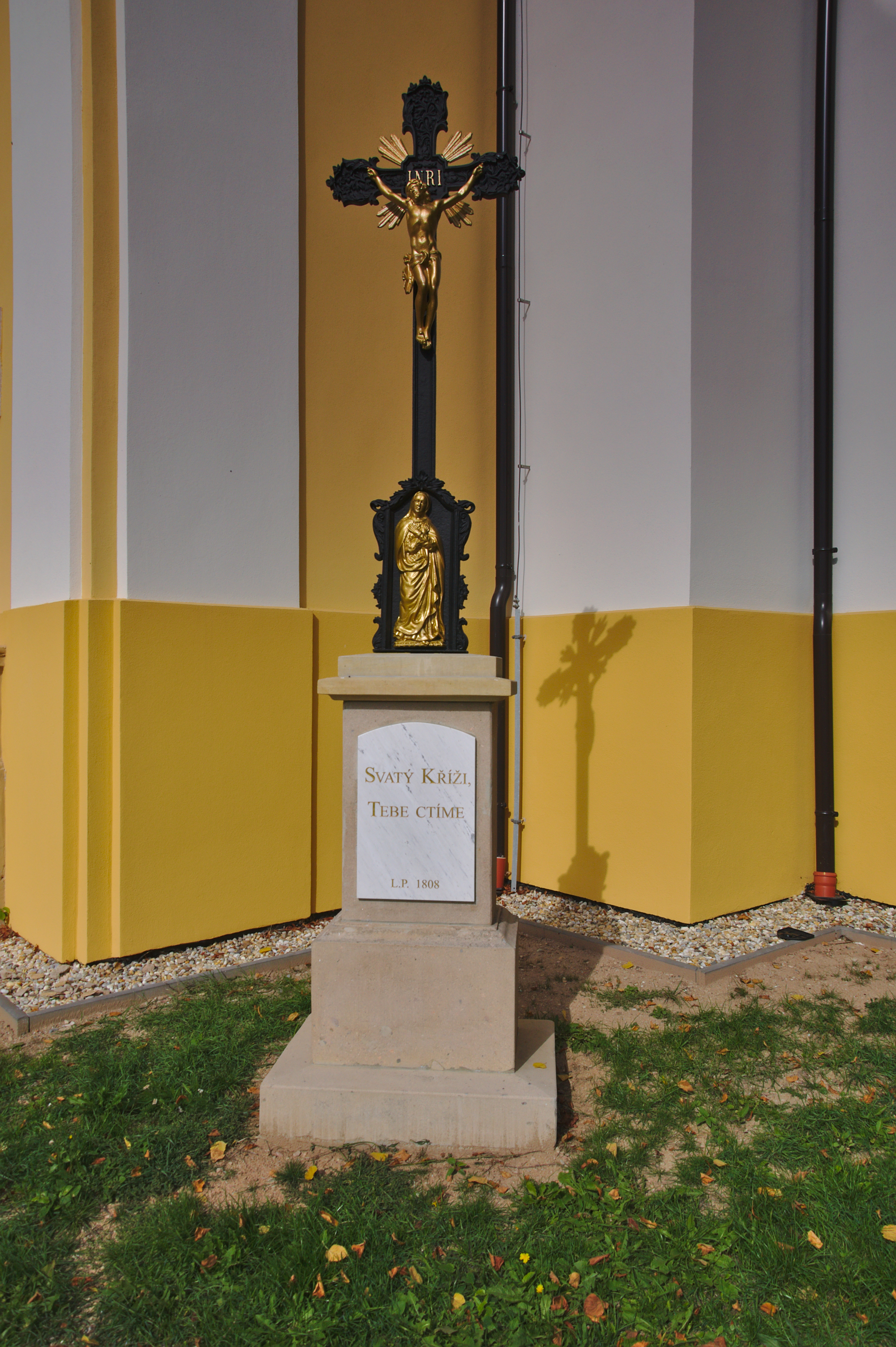
Kříž vedle kostela
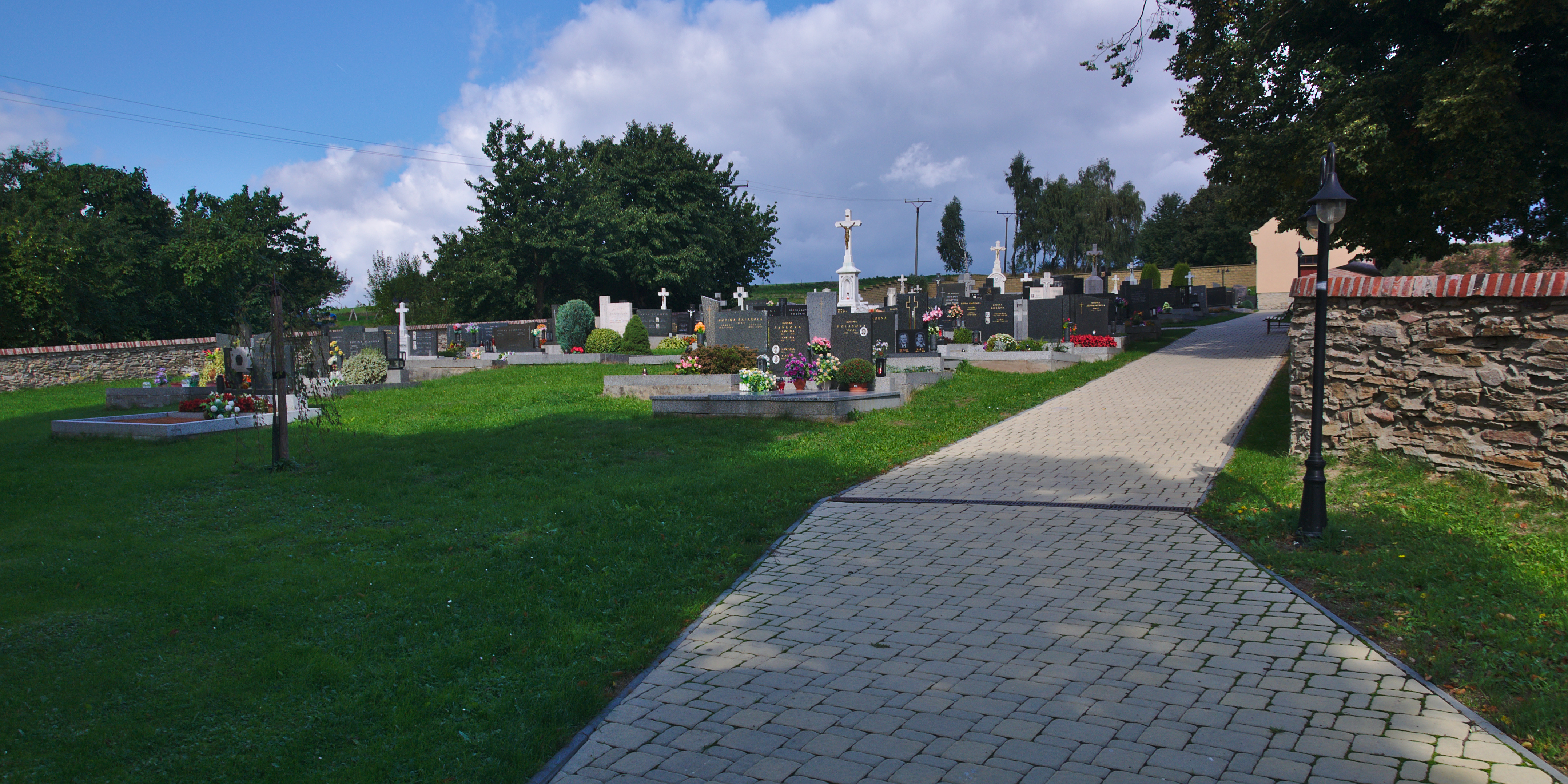
Hřbitov